# Fiat Panda II
Pour les articles homonymes, voir Fiat Panda.
La Fiat Panda est une petite citadine développée par le constructeur automobile italien Fiat produite de 2003 à 2012 dans son usine polonaise implantée à Tychy. Elle a remporté le Trophée européen de la voiture de l'année en 2004. Il s'agit de la deuxième génération de la Fiat Panda, née en 1980. Elle est remplacée par une troisième génération lancée en fin d'année 2011.

## Présentation

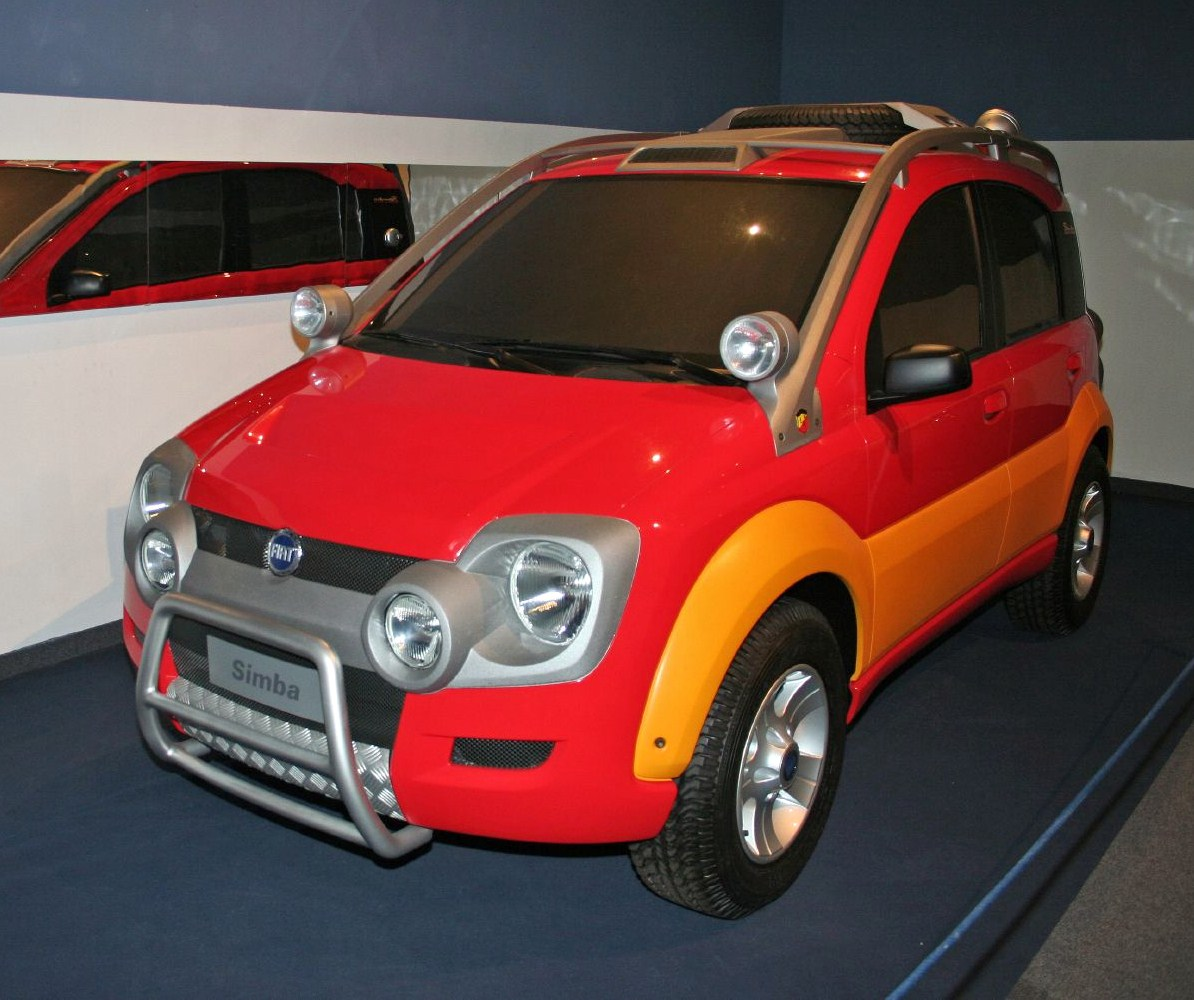
Fiat Simba Concept

Sortie en 1980, la Panda I a attendu 23 ans avant d'avoir une remplaçante. La remplaçante de la première Panda est préfigurée au Salon de l'automobile de Bologne 2002 sous la forme d'un prototype publicitaire dénommé Fiat Simba (dont le design sera repris sans modification majeure quatre ans plus tard sur la Fiat Panda Cross).
Le modèle de série est présenté au Salon de l'automobile de Genève 2003. Cette nouvelle petite citadine est présentée comme la Fiat Gingo. Fiat fait marche arrière fin juillet 2003 et décide de reprendre le nom Fiat Panda, l'appellation Gingo étant trop proche de celle de l'une de ses concurrentes, la Renault Twingo,.
Cette nouvelle Fiat de 3,54 m offre 5 places avec un poids inférieur de 16 % à la 4 places Fox ou 10 % plus légère que la 4 places Twingo II. Elle n'est disponible qu'en version 5 portes. À l'intérieur, la qualité de fabrication, autant au niveau des matériaux que l'assemblage, est en net progrès. Le volume du coffre de la première génération de Panda est identique à la nouvelle avec 206 dm³. Il est possible d'avoir 230 dm³ pour les versions 4 places avec la banquette arrière coulissante. Son poids entre la 1re et la 2e génération augmente de 16 % (725 à 840 kg) car sa hauteur est supérieur de 12,0 cm, la longueur de 13,0 cm est la largeur de 9,5 cm.
Elle est munie à son lancement de deux moteurs essence de 54 ch et 60 ch, puis au printemps 2004 d'un moteur diesel Fiat Multijet de 70 ch, puis 75 ch. Elle obtient le prix voiture de l'année 2004. En juillet de cette même année, elle se dote de l'ABS en série.
La Panda contribue d'ailleurs au redressement de la marque Fiat, puisque ses ventes en Europe ne cessent d'augmenter depuis sa commercialisation, faisant d'elle un succès (1 000 000 Panda ont été vendues en à peine trois ans).
Enfin, à la rentrée 2006 est commercialisée la Panda 100 HP, pour 100 ch, la puissance du petit 1,4 16v qui prend place sous son capot. Elle bénéficie entre autres d'une boîte de vitesses à 6 rapports courts, d'un châssis raffermi, d'une garde au sol rabaissée et d'équipements esthétiques qui la transforment en véritable petite sportive (spoilers avant et arrière, jupe latérale, becquet sport, calandre spécifique, jantes alliages 15 pouces, …).
Fiat engage deux Panda 4x4, nommées pour l'occasion « Pandakar », au Dakar 2007. Elles abandonnent toutes deux le rallye lors de la 5e étape, l'une pour souci mécanique, l'autre pour retard à la séance chronométrée.
Fiat commercialise depuis fin 2005 la « Panda Natural Power », un véhicule s'alimentant au gaz naturel (GNV). Les émissions polluantes sont radicalement réduites : des émissions de CO2 de 114 g/km et aucune particule rejetée. Fiat présente également en 2005 la Panda H2, fonctionnant à l'hydrogène ainsi qu'une version électrique.

## Restylage

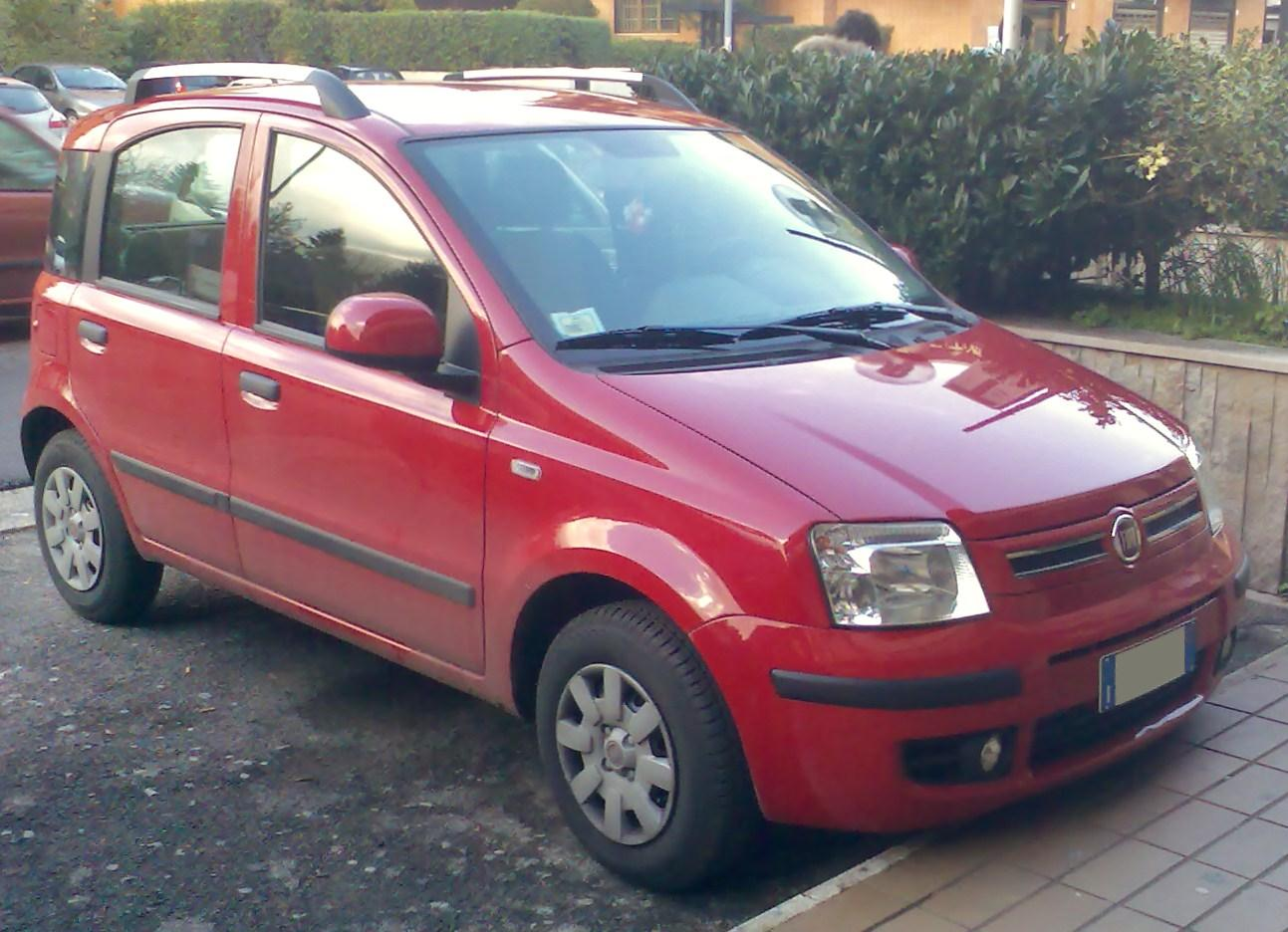
Fiat Panda 2010.

En octobre 2009, la Panda reçoit un très léger restylage. Elle reçoit une nouvelle grille de calandre, des rétroviseurs plus grands et surtout des nouvelles motorisations plus performantes et écologiques. La Panda reçoit également le nouveau logo de Fiat.

## Motorisations
|                    | 1,1 litre 8 V (Essence) | 1,2 litre 8 V 60 ch (Essence) | 1,2 litre 8 V 69 ch (Essence) | 1,4 Litre 16 V (Essence) | 1,3 litre 16 V 70 ch (Diesel) | 1,3 litre 16 V 75 ch (Diesel) |
| ------------------ | ----------------------- | ----------------------------- | ----------------------------- | ------------------------ | ----------------------------- | ----------------------------- |
| Moteur             | 1 108 cm3               | 1 242 cm3                     | 1 242 cm3                     | 1 368 cm3                | 1 248 cm3                     | 1 248 cm3                     |
| Puissance          | 54 ch                   | 60 ch                         | 69 ch                         | 100 ch                   | 70 ch                         | 75 ch                         |
| Couple             | 88 N m                  | 102 N m                       | 102 N m                       | 131 N m                  | 145 N m                       | 145 N m                       |
| Vitesse max        | 150 km/h                | 150 km/h                      | 162 km/h                      | 185 km/h                 | 160 km/h                      | 165 km/h                      |
| 0 à 100 km/h       | 15 s                    | 14 s                          | 13,4 s                        | 9,6 s                    | 13 s                          | 13,1 s                        |
| Consommation mixte | 5,1 ℓ/100 km            | 5,7 ℓ/100 km                  | 4,7 ℓ/100 km                  | 6,6 ℓ/100 km             | 4,3 ℓ/100 km                  | 4,1 ℓ/100 km                  |
| Émission CO2       | 119 g/km                | 133 g/km                      | 110 g/km                      | 154 g/km                 | 114 g/km                      | 109 g/km                      |

## Finitions

### Team
Équipements :

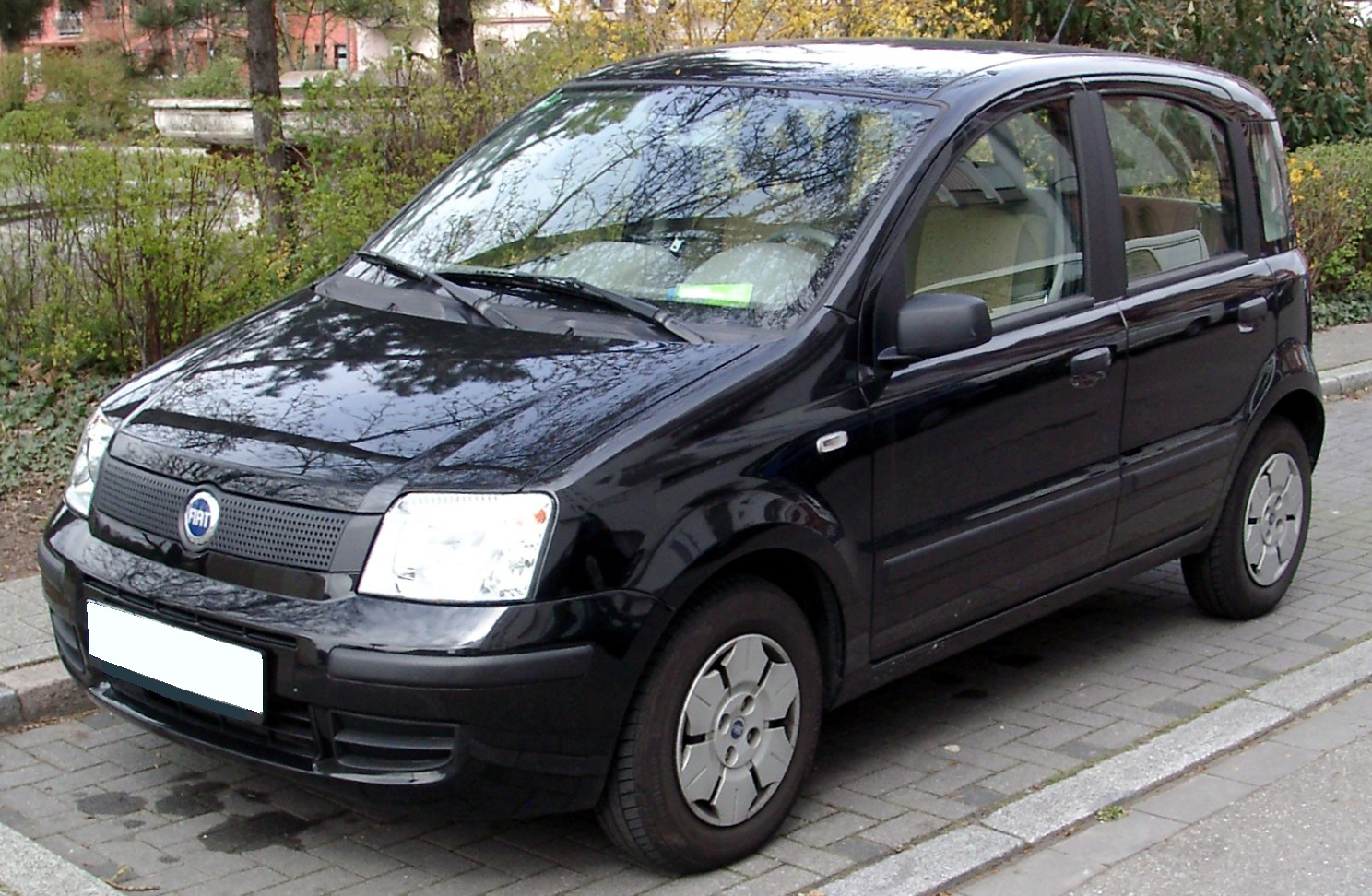
Fiat Panda Team

- ABS avec répartiteur de freinage EBD (à partir de 2004)
- Coussin gonflable de sécurité conducteur (« Airbag »)
- Antivol Fiat-Code
- Dispositif d'éclairage
- Dossier arrière rabattable avec système Easy Click
- Enjoliveurs de roue intégraux
- Essuie-glace avant intelligent
- Plage arrière avec system Magic Stay
- Recyclage de l'air dans l'habitacle
- Système anti-incendie FPS.

### Active
Équipements en plus de la finition Team :
- Coussin gonflable de sécurité (« Airbag ») passager
- Direction assistée avec fonction City
- Lève-vitres avant électriques et verrouillage centralisé
- Pare-chocs couleur carrosserie
- Prédisposition radio
- Volant réglable en hauteur.

### Class
Équipements en plus de la finition Active :
- 2 appuie-tête avant réglable et arrière
- Autoradio CD, 4 HP et commande au volant
- Banquette arrière rabattable 50/50 avec attache ISOFIX
- Calandre avec éléments chromés
- Porte-gobelets et prise de courant 12 V
- Hayon avec poignée d'ouverture électrique
- Siège conducteur réglable en hauteur
- Télécommande d'ouverture des portes.

### Émotion
Équipements en plus de la finition Class :
- Climatisation
- Barres de toit
- Coffre éclairé
- Jantes en alliage 14"
- Panneaux avant et arrière revêtus de tissus
- Pare-soleil conducteur avec miroir de courtoisie
- Rétroviseurs électriques.

### Fiat Panda 100HP Sport (dès 2006)

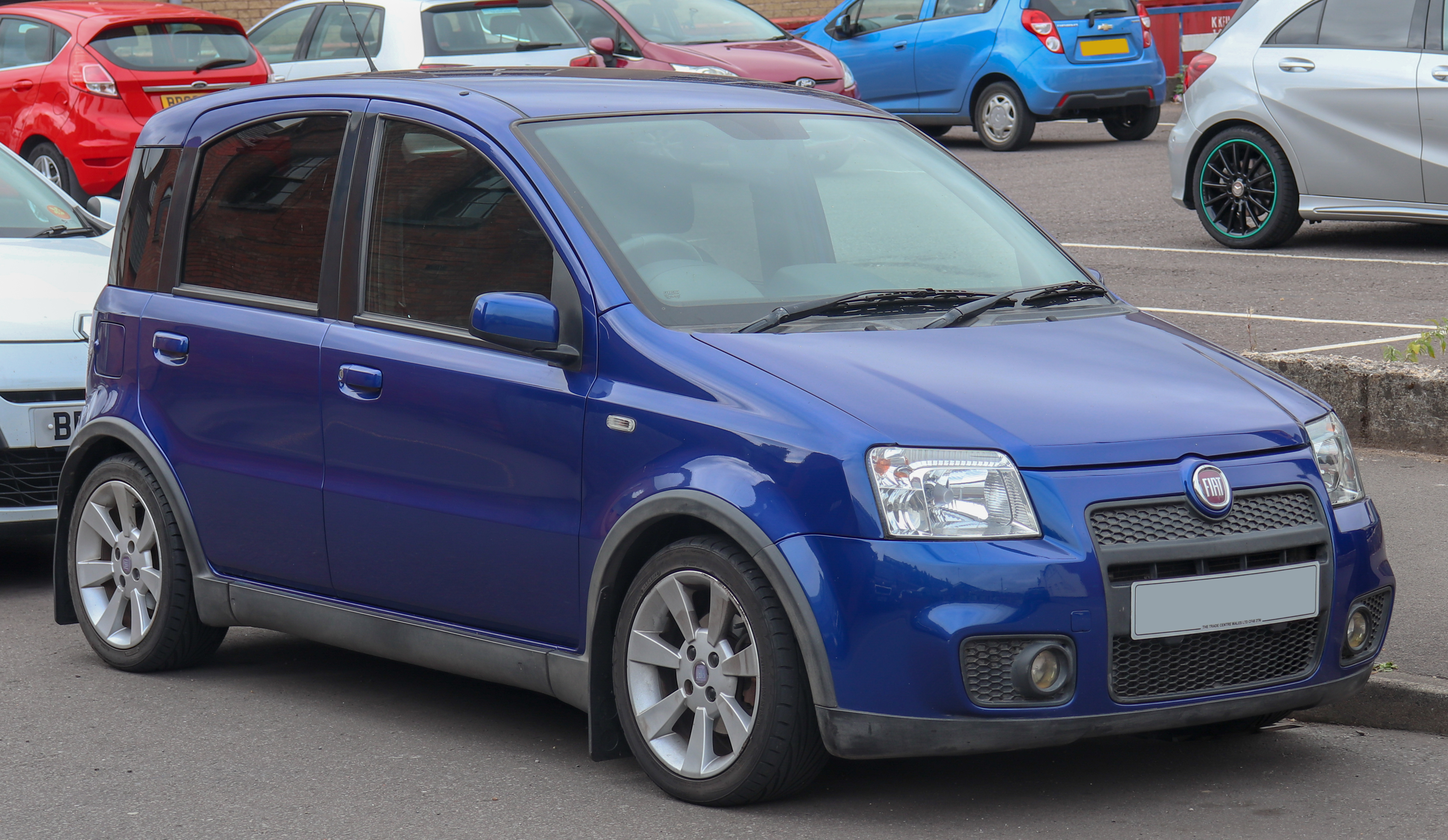
Fiat Panda Sport 100 HP

- Motorisation unique : 1.4 16v 100 ch
- Boîte manuelle à 6 vitesses (plus la marche arrière)
- ABS et EBD
- ESP (non déconnectable), ASR (déconnectable)
- Coussin de sécurité conducteur (« Airbag »)
- Coussin de sécurité latéraux
- Coussin de sécurité passager
- Allume-cigare
- Boucliers avant et arrière spécifiques
- Sortie d'échappement chromée
- Bouton « Sport »
- Climatisation manuelle
- Radio CD RDS avec commande au volant (lit les CD MP3 à partir de 2007)
- Condamnation centralisée à distance
- Lève-vitres électriques avant
- Direction assistée
- Volant réglable en hauteur
- Jantes alliage 15
- Kit Esthétique (poignées peintes)
- Phares antibrouillards avant
- Rétroviseurs électriques
- Volant et pommeau de levier de vitesse en cuir
- Sièges sports
- Freins à disques avant ventilés. Diamètre 257 mm
- Freins à disques arrière. Diamètre 240 mm
- Suspensions sports avec surbaissement de 20 mm
- Vitres arrière surteintées
- Volant moteur allégé et rapport de pont court (comparé à la Fiat 500 1.4 16v équipée du même combiné moteur / boîte de vitesses).

#### Kit Pandemonio
- Étriers de freins peints en rouge
- Stripping latéral (rouge sur peinture blanche, aluminium pour les autres peintures)
- Coques de rétroviseurs couleur aluminium.
- Jantes anthracite

## Versions 4x4
Depuis 2005, la Fiat Panda possède une version 4x4 et Cross, une variante au look de mini SUV, dotée d'une véritable transmission intégrale, faisant d'elle la digne héritière de la Panda 4x4 première du nom, très prisée des montagnards pour sa polyvalence.

### Fiat Panda 4x4
La Fiat Panda 4x4 est sortie en 2004, soit quelques mois après la Fiat Panda II, et est beaucoup plus confortable que sa devancière. Sa ligne se distingue de la version urbaine par des barres de protection pare-chocs latéraux ainsi que des boucliers de protection sur les pare-chocs. La garde de sol a augmenté : de 160 mm sur la version 4x4 et de 165 mm sur la version Climbing. L’angle d’attaque du véhicule est de 26°, celui de fuite 44° et l’angle de franchissement 23°. Elle peut aussi gravir une pente de 50 %.

#### Historique
Cette nouvelle version, à l'instar de son ancêtre la Fiat Panda, est aussi à l'aise à la ville qu'en dehors des sentiers battus. L'architecture retenue est celle d'une petite traction intégrale permanente. Grâce à un visco-coupleur et à deux différentiels, le train arrière est en permanence entraîné, sans que le conducteur ait à s'en préoccuper.
La Fiat Panda 4x4 est également équipée d'un système antipatinage en décélération, qui exploite les potentialités de l'ABS et du système de gestion électronique du moteur pour empêcher le couple de freinage du moteur et le joint viscocoupleur de provoquer le blocage du train arrière en cas de brusque décélération dans des conditions de faible adhérence, sur des pentes ou dans les virages.
À l'intérieur, seuls les coloris diffèrent de la Panda. Un quart des Panda vendues en Europe sont des versions 4x4.

#### Finitions

##### Fiat Panda 4x4
Équipements :
- ABS avec répartiteur de freinage EBD
- Coussin gonflable de sécurité conducteur et passager (« Airbag »)
- Antivol Fiat-Code
- Barres de toit
- Essuie-glace avant intelligent
- Jantes en acier 14"
- Pare-chocs couleur carrosserie
- Pneus mixtes
- Verrouillage centralisé
- Vitres AV électriques.

##### Fiat Panda Climbing
Équipements en plus de la version 4x4 :
- Air conditionné
- Autoradio CD, 4 HP et commande au volant
- Banquette arrière rabattable 50/50 avec attache ISOFIX
- Jantes en alliage 14" et pneus majorés
- Pare-chocs spécifiques
- Projecteurs anti-brouillard
- Protections latérales spécifiques et élargisseur d'ailes
- Rétroviseurs extérieurs électriques
- Télécommande d'ouverture des portes.

#### Motorisations
|                    | 1,2 litre 8 V (Essence) | 1,3 litre 16 V (Diesel) |
| ------------------ | ----------------------- | ----------------------- |
| Moteur             | 1 242 cm3               | 1 248 cm3               |
| Puissance          | 60 ch                   | 70 ch                   |
| Couple             | 102 N m                 | 145 N m                 |
| Vitesse max        | 145 km/h                | 150 km/h                |
| 0 à 100 km/h       | 20 s                    | 18 s                    |
| Consommation mixte | 6,6 ℓ/100 km            | 5,3 ℓ/100 km            |
| Émission CO2       | 156 g/km                | 141 g/km                |

### Fiat Panda 4x4 Cross
La Fiat Panda Cross est une Panda 4x4 profondément modifiée esthétiquement. Elle a été présentée en 2002 sous la forme du show car dénommé Simba et commercialisée entre début 2006 et 2012.

#### Description
Dotée de protections latérales généreuses peintes d'une couleur différente de la carrosserie, la Panda Cross possède des barres de toit assorties, des projecteurs doubles ronds et une calandre totalement modifiée de la version 4x4. L'arrière se distingue de la Panda par des feux ronds.
La Panda Cross est munie d'un système de traction intégrale permanente avec viscocoupleur et 2 différentiels, qui s'enclenchent automatiquement en cas de besoin.
À l'intérieur, la planche de bord est identique aux autres versions. Seules les selleries bicolores orange/noir, sable/vert, sable/noir et la couleur des plastiques de l'habitacle, plus foncée, sont différentes. La Panda Cross n'est disponible qu'en une seule finition qui est équipée de série des vitres et rétroviseurs électriques, d'un volant gainé de cuir et des jantes en alliage 15".
La Panda Cross est doté d'une seule motorisation : le 1,3 Multijet diesel. Ce moteur développant à l'origine 70ch voit passer sa puissance à 75ch au début 2010.

#### Finition
Une seule finition est proposée sur la Panda Cross, à 18 890 euros.
- ABS avec répartiteur de freinage EBD
- ESP
- Airbag conducteur et passager
- Air conditionné
- Antidémarrage Fiat Code
- Direction assistée avec fonction City
- Baguettes de protection latérales et extension d'ailes
- Barres de toit
- Condamnation centralisée
- Télécommande d'ouverture des portes
- Vitres avant électriques
- Volant réglable en hauteur
- Siège conducteur réglable en hauteur
- Banquette arrière rabattable 50/50
- Toit ouvrant électrique panoramique
- Jantes en alliage 15" avec pneus 175/65R15
- Lave-phares
- Volant gainé cuir
- Autoradio CD MP3 4 HP avec commandes au volant
- Projecteurs antibrouillard
- Rétroviseurs électriques
- Rétroviseurs couleur carrosserie
- Poignées peintes

#### Motorisation
Diesel Multijet 1,3 litre 16 V
- Puissance max : 75 ch
- Couple max : 145 N m
- Vitesse max : 152 km/h
- 0 à 100 km/h : 16,1 s
- Consommation mixte /100 km : 4,9 l
- Émission CO2 : 128 g/km
- Puissance fiscale Française : 4 CV

## Sécurité
La Fiat Panda a obtenu trois étoiles aux crash-tests Euro NCAP.
- Note totale :  (20 points)[11]
- Chocs frontaux : 63 % de réussite
- Chocs latéraux : 56 % de réussite
- Protection des enfants :
- Protection des piétons :

## Production
La fabrication de la Fiat Panda 2e génération a débuté dans l'usine Fiat Auto Poland de Tychy, dans le Sud de la Pologne, le 5 mai 2003 et s'est achevée le 20 décembre 2012.
| 2003   | 2004    | 2005    | 2006    | 2007    | 2008    | 2009    | 2010    | 2011    | 2012   | Total     |
| ------ | ------- | ------- | ------- | ------- | ------- | ------- | ------- | ------- | ------ | --------- |
| 86 046 | 236 608 | 231 982 | 262 178 | 260 695 | 247 131 | 298 020 | 246 064 | 205 765 | 94 002 | 2 168 491 |

Fiat Poland a fêté le 5 septembre 2007 le premier million d'exemplaires fabriqués : 82 292 ont été vendus en Pologne, les 917 708 autres ont été exportés dans 68 pays dans le monde.
Fiat Poland a fêté le 21 juillet 2009 le cap des 1 500 000 Panda de seconde génération produites dans l'usine polonaise.
Fiat Poland a fêté le 4 juillet 2011 le cap des 2 000 000 Panda de seconde génération produites dans l'usine polonaise. La Fiat Panda est commercialisée dans 84 pays dans le monde.
La production de la Fiat Panda II a pris fin au 20 décembre 2012 dans l'usine polonaise de Tychy.

## Versions écologiques
Au fil des ans, plusieurs versions écologiques de la Fiat Panda ont été présentées.

### Fiat Panda Natural Power

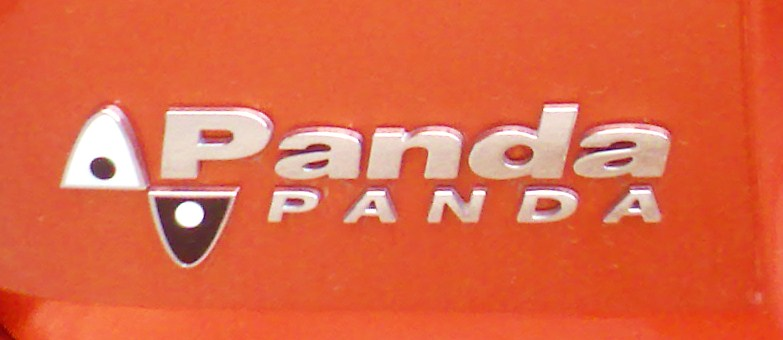
Logo de la "Panda Panda" Natural Power

Présentée en même temps que la version sportive 100 HP, la Panda Natural Power,, aussi appelée Panda Panda, constitue la version écologique alimentée au gaz naturel. Elle est équipée du moteur Fiat FIRE 1.2 développant 60 ch mais qui, en version gaz, plafonne à 52 ch. Le modèle reprend la structure de la Panda 4x4 sans arbre de transmission ni différentiel arrière pour libérer de la place pour les bouteilles de gaz. La consommation est très basse tout comme les coûts de maintenance. Le modèle dispose de 2 bouteilles de gaz d'une capacité totale de 13,1 kg plus un réservoir d'essence de 30 litres. La vitesse maximale est de 140 km/h en utilisation gaz et de 148 km/h en essence. La consommation moyenne mesurée est de 4,8 kg de gaz aux 100 km ou de 6,2 litres d'essence aux 100 km. Le modèle est disponible dans les finitions Dynamic, Climbing (semblable à la version 4x4 Climbing) et Cross avec les mêmes mécaniques.
À la fin de l'année 2010, Fiat remplace le moteur 1.2 FIRE par le 1.4 FIRE, plus puissant, le même qui équipe déjà la Punto Evo, avec huit soupapes et développant 77 ch en alimentation essence et 69 ch en version gaz naturel.

### Fiat Mes-Dea Panda Electrique
La Fiat Mes-Dea Panda Electrique est le fruit d'une étude menée avec la société suisse Mes-Dea SA et assemblée en Italie par la société Atea SpA, qui gère la transformation des Fiat Panda en version de base en voitures électriques. Construite sur la structure des modèles Fiat Panda, berline ou Van, la version zéro émissions adopte un moteur électrique asynchrône triphasé de 15 kW continu d'une puissance maximale de 30 kW avec un couple de 124 N m. Les batteries ions lithium sont de marque Zebra et garantissent une autonomie garantie de 120 km à la vitesse constante de 90 km/h et de 100 km en circulation mixte. La recharge des batteries s'opère en 8 heures à partir d'une simple prise de courant domestique. La voiture est équipée d'un système de récupération de l'énergie cinétique produite au freinage ce qui permet de recharger ponctuellement les batteries en augmentant légèrement l'autonomie en circulation urbaine. La vitesse maximale de la voiture est bridée électroniquement à 110 km/h. L'habitacle est strictement identique à celui des versions essence ou diesel des autres versions et préserve la capacité du coffre car les batteries sont placées sous le plancher du véhicule.
| Caractéristiques techniques Panda Electrique |                                                                              |
| Moteur                                       | Electrique Ansaldo, 200/125 W, asynchrone triphasé                           |
| Puissance                                    | 20,4 Ch (15 kW) / maximum 41 Ch (30 kW)                                      |
| Refroidissement                              | à eau                                                                        |
| Energie à bord                               | batteries ions-lithium de 19,2 kWh                                           |
| Temps de recharge                            | 8 heures                                                                     |
| Autonomie                                    | entre 120 et 130 km                                                          |
| Vitesse maxi                                 | bridée électroniquement à 110 km/h                                           |
| Poids total                                  | 999 kg                                                                       |
| Accélération 0–100 km/h                      | 28 secondes                                                                  |
| Accélération 0–50 km/h                       | 7 secondes                                                                   |
| Pente à pleine charge                        | 25 %                                                                         |
| Suspensions                                  | avant à roues indépendantes type MacPherson, arrière à roues interconnectées |

### Fiat Panda MultiEco
La Fiat Panda MultiEco a été présentée au Salon international de l'automobile de Genève en mars 2006. Il s'agit d'un concept car équipé d'une motorisation tri-fuel capable de fonctionner indifféremment à l'essence, au gaz naturel et à l'hydrogène. Le moteur est accouplé à un générateur électrique qui permet à la voiture de continuer à rouler sans carburant grâce à la boîte de vitesses robotisée Dualogic. La carrosserie est en matériaux composites ce qui réduit le poids la consommation et donc les émissions polluantes. Le Cx coefficient de résistance aérodynamique est limité à 0,295, valeur très basse pour ce type de véhicule de petites dimensions. Les bouteilles de gaz garantissent une autonomie de 350 km. Le moteur Fiat FIRE 1.2, en fonctionnement à l'essence développe une puissance de 60 ch tandis qu'en fonctionnement au gaz naturel, il est limité à 52 ch. Les émissions d'anhydride carbonique sont réduites de 32 à 42%.

### Fiat Panda Aria
En 2007, lors du Salon de Francfort, Fiat lance la Fiat Panda Aria Concept, une automobile écologique maximale avec des revêtements intérieurs et extérieurs éco-compatibles, un moteur de 900 cm3 bicylindre (871 cm³) équipé d'un turbocompresseur et d'une injection Magneti-Marelli Multiair alimentant en essence ou avec un mélange gaz naturel-hydrogène, qui ne rejette que 69 grammes de CO2 au km, soit deux fois moins qu'un moteur traditionnel. La puissance de 105 ch est transmise aux train avant par une boîte de vitesses robotisée Magneti-Marelli Dualogic à 5 rapports et, une première, du système Stop & Start qui arrête le moteur au freinage à basse vitesse. Le concept-car anticipe les solutions qui seront reprises dans les futurs modèles de voitures compactes du géant italien.

### Fiat Panda Hydrogen
En septembre 2007, Fiat lance l'expérience grandeur nature à Mantoue du prototype Panda Hydrogen, une voiture zéro émission, produite en 3 exemplaires pour cette occasion.

### Fiat Panda Eco
Depuis le mois de juin 2008, la Fiat Panda Eco est commercialisée, version écologique caractérisée par des émissions polluantes très réduites. Ce modèle est livrable avec les moteurs Fiat FIRE 1.1 et 1.2. La voiture comporte une série de modifications apportées au moteur ainsi que d'une boîte de vitesses avec des rapports allongés. Même l'huile utilisée pour la transmission est moins visqueuse afin de diminuer les frottements. Les émissions polluantes sont abaissées à seulement 119 grammes de CO2 au kilomètre en cycle moyen.

### Fiat Panda GPL
Depuis le mois de décembre 2008, Fiat commercialise une version bi-fuel, essence et GPL, à la suite d'une coopération de longue date entre Fiat Automobiles et la société italienne leader du secteur en Europe, Landi Renzo. Le réservoir de GPL de 31 litres, du type toroïdal, est situé à l'emplacement de la roue de secours, remplacée par un kit de réparation. La modification de carburation est réalisée en usine, comme s'il s'agissait d'un modèle spécifique.

## Fiat Panda III
Alors que l'usine polonaise de Tychy où est produite la voiture vient de porter à 2 millions le nombre de véhicules sortis des chaînes, la fabrication de sa remplaçante a débuté à l'automne 2011 dans l'usine Fiat de Pomigliano d'Arco, près de Naples, en Italie.